# Léa Wegmann

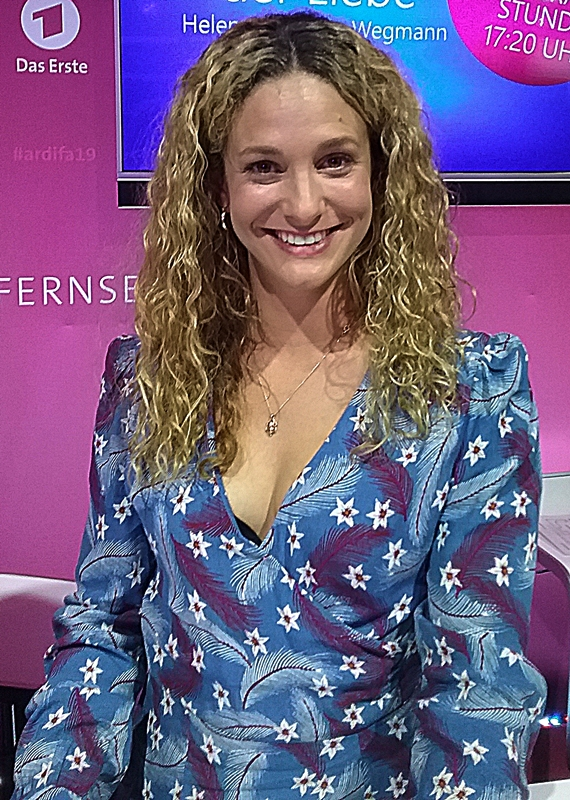
Léa Wegmann auf der IFA 2019

Léa Wegmann (* 25. Oktober 1990 in Wien) ist eine österreichisch-deutsche Schauspielerin.

## Leben
Léa Wegmann wuchs in Grainau in Bayern auf, wo sie unter anderem von 2003 bis 2009 beim Kultursommer Garmisch-Partenkirchen in der Titelrolle von Das Sams (2003), als Seymour in Der kleine Horrorladen (2006), als Maurizio di Mauro in Der Wunschpunsch (2007), als Lady Capulet in Romeo und Julia (2008) und als kindliche Kaiserin in Die unendliche Geschichte (2009) auf der Bühne stand.
2011 wurde sie in Paris an der von François Florent gegründeten Schauspielschule Cours Florent in die Classe libre aufgenommen. In Paris spielte sie etwa am Théâtre des Bouffes du Nord und am Théâtre du Lavoir Modern Parisien. 2013 begann sie ein Studium an der Hochschule für Schauspielkunst „Ernst Busch“ Berlin, das sie 2017 abschloss. In Berlin wirkte sie 2015/2016 an der Schaubühne am Lehniner Platz in Brechts Die Mutter sowie an der Volksbühne in Sommergäste von Maxim Gorki als Maria Lowna mit.
Am Theater Magdeburg stand sie ab 2017 in der Bühnenfassung von Zeit der Kannibalen als Bianca, als Hermia im Sommernachtstraum sowie als Nadeshda in Gorkis Die Letzten auf der Bühne.
2018 hatte sie eine Episodenrolle in der RTL-Serie Alarm für Cobra 11 – Die Autobahnpolizei, 2019 war sie in SOKO Wismar in der Folge Zweiter Frühling zu sehen. In der Sat.1-Serie Alles oder nichts verkörperte sie die Rolle der Emma Berger. Von Folge 3223 bis Folge 3515 war sie in der ARD-Telenovela Sturm der Liebe als Protagonistin der 16. Staffel, in der Rolle der Franziska „Franzi“ Krummbiegl (Familienname nach ihrer Eheschließung: Saalfeld), zu sehen.
Neben Deutsch spricht sie als zweite Muttersprache Französisch.

## Filmografie
- 2018: Alarm für Cobra 11 – Die Autobahnpolizei (Fernsehserie, Folge: 5 vor 12)
- 2019: SOKO Wismar (Fernsehserie, Folge: Zweiter Frühling)
- 2019: Alles oder nichts (Fernsehserie, 3 Folgen)
- 2019–2020: Sturm der Liebe (Fernsehserie, 293 Folgen)
- 2022: Die Glücksspieler (Miniserie)
- 2023–2025: Aktenzeichen XY … ungelöst (Fernsehreihe, 2 Folgen, verschiedene Rollen)
- 2024: Ungeschminkt
- 2025: Lena Lorenz (Fernsehserie, Folge: Das halbe Lottchen)